# Argument biologiczny na istnienie Boga

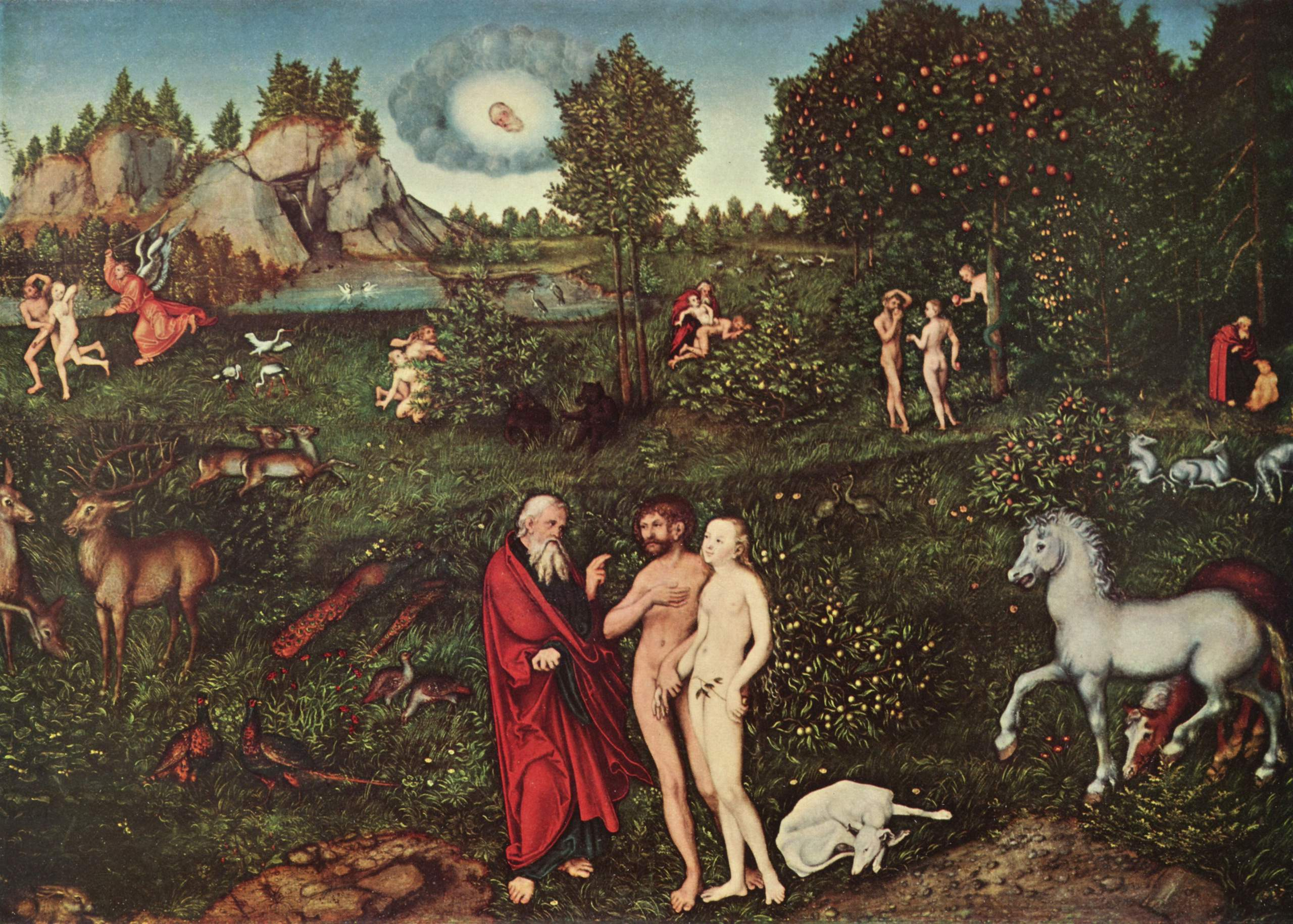
Argument biologiczny z faktu istnienia życia wywodzi istnienie Stwórcy tego życia, a więc Boga. Powyżej Adam i Ewa w Rajskim Ogrodzie autorstwa Lucasa Cranacha

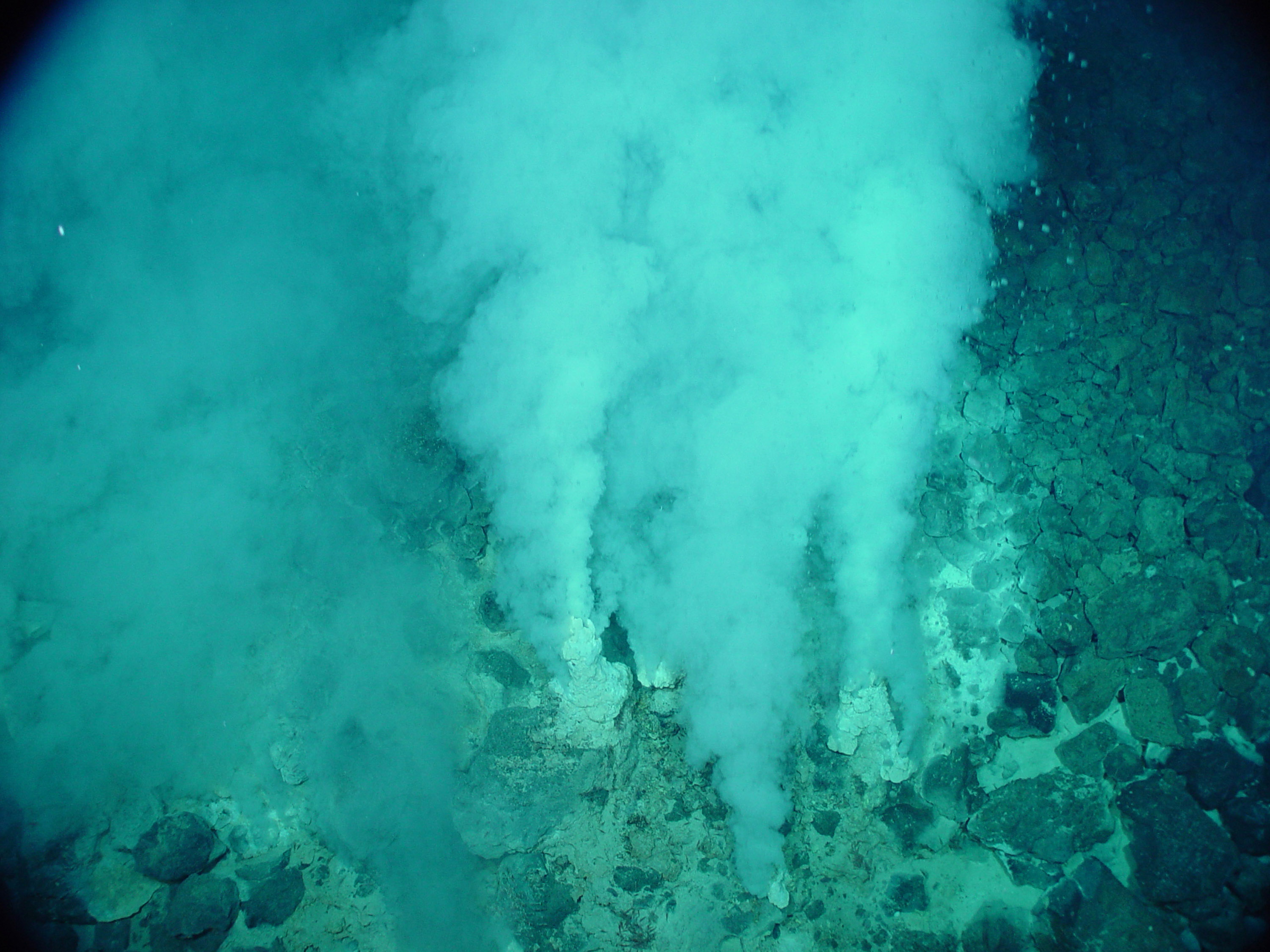
Obecnie powstanie życia tłumaczą nauki przyrodnicze bez odwoływania się do Stwórcy. Przedstawiono choćby mechanizmy powstania życia w zasadowych kominach hydrotermalnych, jak ten na zdjęciu powyżej

Argument biologiczny na istnienie Boga – jeden z rodzajów rozumowań mających na celu dowodzenie istnienia Boga w oparciu o przyrodoznawstwo.
Biologiczny argument na istnienie Boga porównuje się do podobnych argumentów ze wzrostu entropii oraz rozszerzania się Wszechświata. Łączy je upatrywanie w Bogu przyczyny poruszanych zjawisk i razem określa się je jako argumenty przyrodnicze. O ile jednak wymieniane argumenty dotyczą Wszechświata jako całości, argument biologiczny skupia się na jednym ze zjawisk obserwowanych w obrębie tegoż Wszechświata.
Argument biologiczny opiera się na ustaleniach nauk przyrodniczych (podaje się geologię, paleontologię, paleobiologię), zgodnie z którymi życie na Ziemi nie mogło istnieć zawsze. Musiało kiedyś pojawić się na Ziemi, po okresie, w którym żadnego życia na Ziemi nie było. Postuluje się dwa sposoby pojawienia się go: poprzez samorództwo (samorzutne powstanie z materii nieożywionej) bądź przez przeniesienie się z innego ciała niebieskiego.
Zwolennicy omawianego argumentu stwierdzają następnie, że żaden z wymienionych sposobów nie zachodzi. Wobec tego powstanie życia tłumaczą specjalną ingerencją bytu per se, za który uznają Boga, a więc z konieczności takiej ingerencji wyprowadzają istnienie Boga.
Hipoteza kosmicznych początków życia postuluje, że zjawisko to pojawiło się poza Ziemią, a dopiero później zostało zawleczone na tę i inne planety. Przeciwko temu poglądowi wysuwa się argument, że nigdy nie stwierdzono niepochodzącego z Ziemi życia w przestrzeni kosmicznej.
Zaprzeczenie samorództwa wiąże się z pracami Pasteura. Na podstawie eksperymentów stwierdził, że materia nieożywiona nie staje się samorzutnie materią ożywioną. Różycki pisał z kolei, że powstanie życia wymagało koincydencji powstania pewnych związków organicznych i „struktury żywej protoplazmy”. W jego opinii wymagałoby to nieskończonej mocy sprawczej. Co więcej, wedle Tresmontanta nawet hipotetyczny opis tworzenia się życia z materii nieorganicznej nie obejmowałby przyczyny tworzenia się tej materii z uwagi na powstawanie zupełnie nowych właściwości. Wspomniany autor uważa, że wytłumaczyć je można jedynie Pierwszą Przyczyną. Jeszcze inaczej rzeczony argument formułuje Kazimierz Kłósak, odwołując się do pojęcia 
przygodności.
Z drugiej strony nie ma żadnego prawa biologicznego, które zabraniałoby samorództwa. Co więcej, hipoteza abiogenezy pozostaje w zgodności z badaniami geologicznymi i biochemicznymi. Dzisiejsza biologia nie tylko nie odrzuca pomysłu, jakoby życie powstało na drodze powolnych, samorzutnych przemian z materii nieożywionej, ale wręcz jest to wyjaśnienie przyjmowane za najprostsze i właściwe. Postęp nauki pozwala na coraz lepsze opisanie mechanizmu powstania życia. Okazuje się, że zarówno proste związki organiczne samorzutnie tworzą się z nieorganicznych, jak i błony biologiczne formują się z lipidów w środowisku wodnym – jest to proces całkowicie naturalny, zachodzący z powodu ujemnej entalpii swobodnej (zob. liposom, granice międzyfazowe ciecz–ciecz). Warunki konieczne dla powstania życia, wiążące się przede wszystkim z brakiem równowagi termodynamicznej, znaleziono w zasadowych kominach hydrotermalnych, obfitujących w komórki skalne zapewniające naturalne gradienty dostarczające tworzącym się dopiero komórkom energii. Wyjaśnienia takie bazują na powszechnie stosowanych prawach fizyki i chemii, opisują powstanie pierwszych organizmów żywych bez odwoływania się do jakichkolwiek czynników nadnaturalnych (zob. np. chemoton lub czym jest życie według Erwina Schrödingera). Nie można także wykluczyć możliwości, że życie nie pojawiło się jeden jedyny raz na Ziemi, ale powstało we Wszechświecie bądź multiwszechświecie wiele razy, być może nawet nieskończenie wiele razy.
Pozostaje jeszcze kwestia metodologii nauk. Nauki przyrodnicze tłumaczą zespoły zjawisk przez inne zespoły zjawisk. Odwoływanie się w ich wyjaśnianiu do Pierwszej Przyczyny pozostaje poza metodologią nauk przyrodniczych, jest z nią niezgodne, podobnie jak wszystkie wyjaśnienia celowościowe. Podobnie nie można tłumaczyć Wielkiego Wybuchu działalnością Boga. Nierozwiązanych problemów stawianych przez nauki przyrodnicze nie podaje się obecnie jako przykłady działania Boga, nie tylko dlatego, że z upływem czasu niegdyś niewytłumaczalne kwestie otrzymują wiarygodne naukowe wyjaśnienia, ale także z powodu sprzeczności ze współczesnym teologicznym poglądem na relację między Bogiem a światem. Rozumowanie takie uchodzi za skompromitowane, nazywa się je prześmiewczo Bogiem od zapychania dziur. Oznacza to, że nawet w razie obalenia abiogenezy powstania życia nie można na gruncie nauk przyrodniczych tłumaczyć działaniem Boga, gdyż jest to sprzeczne z podstawami tych nauk.
Powstanie życia można jednak rozpatrywać inaczej, widząc w nim choćby aktualizowanie się potencji. Ma ono swoje przyczyny skończone, ale oprócz tego w każdym działaniu takiej przyczyny skończonej zaznacza się też działanie Przyczyny Pierwszej, czyli Nieskończonej. Stworzenie świata przez Boga nie musi być bowiem uznawane za jednorazowy akt stwórczy, wprost przeciwnie – zgodnie z augustyńskim pojęciem creatio continua (ciągłego stwarzania) – stworzenie stanowi ciągłe działanie Stwórcy, który poprzez prawa przyrody „nieprzerwanie powołuje do istnienia wszystkie byty”, utrzymuje je w istnieniu, nie potrzebując do tego żadnych „cudownych” interwencji wykraczających poza stworzone przez siebie prawa natury. Techniczne szczegóły tego procesu opisują nauki przyrodnicze.